# 루돌프스하임퓐프하우스
루돌프스하임퓐프하우스(독일어: Rudolfsheim-Fünfhaus)는 오스트리아 빈의 제 15구역이다.